# 黃飛鴻之西域雄獅
《黃飛鴻之西域雄獅》（英語：Once Upon A Time In China And America）是洪金寶與劉家榮執導的1997年武俠電影，由李連杰、關之琳、熊欣欣等人主演。於1997年2月1日在香港上映。

## 劇情
清朝末年，黃飛鴻帶著十三姨、徒弟鬼腳七前往美國舊金山視察牙擦蘇開設的寶芝林分館，途中卻遇上事故，黃飛鴻為救十三姨而不慎墮河，失去記憶，被當地的印地安人部落搭救。
當黃飛鴻恢復記憶、與徒弟們會合後，卻被當地鎮長栽贓為搶劫銀行的劫匪。黃飛鴻為還眾人清白，與真正的劫匪對決。

## 演員
| 演員                              | 角色             | 粵語配音   | 備註 |
| 李連杰                            | 黃飛鴻（黃師傅） | 陳欣       |      |
| 關之琳                            | 十三姨（少筠）   | 馮蔚衡     |      |
| 熊欣欣                            | 鬼腳七           | 謝君豪     |      |
| 陳國邦                            | 牙擦蘇           | 陳欣       |      |
| Jeff Wolfe （页面存档备份，存于） | 比利             | (N/A)      |      |
| 吳耀漢                            | 漢叔             | (現場收音) |      |
| 龍剛                              | 龍叔             | 盧雄       |      |

## 製作
影片部分場景於美國德克薩斯州的阿拉莫村拍攝。

## 獲獎及提名
| 獎項                 | 類別         | 獲獎被提名者 | 結果 | 來源  |
| -------------------- | ------------ | ------------ | ---- | ----- |
| 第17屆香港電影金像獎 | 最佳動作設計 | 洪金寶       | 提名 | [ 4 ] |

## 外部連結
- 香港影庫上《黃飛鴻之西域雄獅》的資料（繁體中文）
- 互联网电影数据库（IMDb）上《黃飛鴻之西域雄獅》的资料（英文）
- 爛番茄上《黃飛鴻之西域雄獅》的資料（英文）
- AllMovie上《黃飛鴻之西域雄獅》的资料（英文）
- 时光网上《黄飞鸿之西域雄师》的資料（简体中文）
- 豆瓣电影上《黃飛鴻之西域雄獅》的資料 （简体中文）